# Kurt G. Blüchel
Kurt G. Blüchel (* 1934 in Heinersreuth bei Bayreuth) ist ein deutscher Autor und Journalist.

## Leben
1962 begann Blüchel seine über 20-jährige journalistische Tätigkeit für medizinische und naturwissenschaftliche Magazine, darunter eine Ärztezeitschrift, deren Chefredakteur er war. In dieser Zeit war er auch Pressesprecher eines Ärzteverbandes und eines pharmazeutischen Unternehmens.
Ab den 1970er Jahren schrieb er über 27 gesellschaftskritische und alarmierende Publikationen, die sich mit den Themen Bionik, bedrohte Tierwelt, Tierversuche, Jagd, deutscher Wald und dem Verhältnis der Menschen zu Umwelt und Medizin auseinandersetzten. Andere, oft sehr aufwändig gestaltete Bände gab Blüchel in Zusammenarbeit mit Fachleuten wie Heinz Sielmann, Horst Stern oder Hans Joachim Fröhlich heraus. Viele dieser Bücher wurden Bestseller. Blüchel war langjähriger Herausgeber der Zeitschriften draußen und Natur.
2005 wurde Blüchel für sein Buch Bionik mit dem Corine, dem internationalen Literaturpreis des Verbandes Bayerischer Verlage und Buchhandlungen, ausgezeichnet. Im März 2006 erschien ein neuer Bildband mit dem Titel Faszination Bionik, für den Kurt G. Blüchel 2007 die Ehrenmedaille des Internationalen Rates zur Erhaltung des Wildes und der Jagd (frz. Conseil International de la Chasse (CIC)) erhielt. Dieser Bildband war das Begleitbuch zur ARD-Fernsehsendung Die große Show der Naturwunder.
In seinem Buch „Der Klimaschwindel“ von 2007 bestreitet Blüchel, dass es einen Treibhauseffekt gäbe. Arno Orzessek rezensierte im Deutschlandfunk Kultur, dass das Buch „jederzeit erkennen [lässt], dass Kurt G. Blüchel selbst keine Klima-Autorität ist. Der dünne Anmerkungsapparat offenbart, dass er oft nicht die Forschung rezipiert, sondern Zeitungs- und Zeitschriftenartikel von Parteigängern.“ Von Klimaforschern werden die im Buch vorgebrachten Thesen deutlich zurückgewiesen.

## Schriften (Auswahl)
- 1970: Woobinda, 2 Bände, zur gleichnamigen Fernsehserie, Franz Schneider Verlag, München Wien
- 1971: Projekt Übermensch – die biologische Revolution beginnt, Hallwag Verlag, Bern-Stuttgart
- 1973: Gesundheit ist lernbar, Herbig Verlag München, Herbig-Verlag, München
- 1974: Die weißen Magier, Bertelsmann Verlag, Gütersloh
- 1974: Schönheit der Natur, Penny Verlag, Neu-Isenburg
- 1976: Der Untergang der Natur, Deutsche Verlags-Anstalt, Stuttgart
- 1976: Das Medizin-Syndikat, Kiepenheuer und Witsch, Köln
- 1977: Heilkräfte der Natur, Falken-Verlag, Niedernhausen/Taunus
- 1977: Alpenblumen, Falken-Verlag, Niedernhausen/Taunus
- 1978: Der deutsche Wald, Meyster Verlag, Wien/München
- 1979: Naturwunder Deutschland (mit Heinz Sielmann und Horst Stern), Naturalis Verlag, Mönchengladbach, ISBN 3-88703-608-5
- 1979: Die Erben der Wölfe, Penny-Verlag
- 1980: Altmühltal, HB-Verlags- und -Vertriebsgesellschaft, Hamburg
- 1980: Expeditionen ins Tierreich, (herausgegeben mit Heinz Sielmann), Naturalis Verlag, München
- 1981: Zauber der Mineralien. Kristalle, Gold und Edelsteine (zusammen mit Olaf Medenbach), Ringier, Zürich, ISBN 3-85859-134-3
- 1981: Die schöne Welt der Pferde, (als Herausgeber), Pro Terra Verlag, München
- 1982: Schützt unsere schöne Natur (als Herausgeber), Naturalis-Verlag, München und Mönchengladbach
- 1983: Das große Sportbuch (als Herausgeber), Naturalis-Verlag, München
- 1983: Zauber der Jagd. Meisterwerke der Jagdliteratur, Jagdmalerei und Naturfotografie (als Herausgeber), Tigris-Verlag, München, ISBN 3-923723-01-6 (Sonderausgabe später unter ISBN 3-89836-123-3)
- 1992: Tropischer Regenwald – der Garten Eden darf nicht sterben (als Herausgeber zusammen mit der Schutzgemeinschaft Deutscher Wald e. V.), Pro-Terra-Bücher, München
- 1998: Der letzte Schrei, PRO 1-Verlags-Gesellschaft, Hagen
- 1999: Die Jagd (als Herausgeber), Könemann, Köln, ISBN 3-8290-1560-7
- 2003: Heilen verboten – Töten erlaubt, Bertelsmann, München, ISBN 3-442-15327-1
- 2005: Bionik, Bertelsmann, München
- 2006: Faszination Bionik, Bionik Media GmbH, München
- 2007: Der Klimaschwindel. Erderwärmung, Treibhauseffekt, Klimawandel – die Fakten, Bertelsmann, München, ISBN 3-570-01010-4
- 2015: Tatort Mutterleib: Wo Kriminelle, Genies und Pädophile, Brustkrebskranke und Depressive »gemacht« werden., Peloria Verlag, Bergisch Gladbach, ISBN 3-00-049754-4
- 2022: Lautlose Orgien – Das Liebesgeflüster wilder Blumen, Irmgard Blüchel Verlag, Bergisch Gladbach, ISBN 978-3-9824167-9-3 (E-Book), ISBN 978-3-9824167-8-6 (Taschenbuch)